# 檜垣亮
檜垣 亮（ひがき りょう、1972年8月18日 - ）は、日本の脚本家、小説家、ゲームクリエイター。愛媛県出身。

## 来歴
高等専門学校卒業後、大手自動車メーカーに就職。ゲーム開発会社を経て、Production I.Gに入社、その後フリーに。

## 作品リスト

### アニメーション
2007年
- 精霊の守り人（脚本）

2012年
- Another（シリーズ構成・脚本）

2013年
- 有頂天家族（脚本）

2016年
- Dimension W（シリーズ構成・脚本）
- クロムクロ（シリーズ構成・脚本）
- CYBORG009 CALL OF JUSTICE（脚本）

2017年
- 有頂天家族2（シリーズ構成・脚本）
- プリンセス・プリンシパル（脚本）

2019年
- 荒野のコトブキ飛行隊（脚本）
- ULTRAMAN（脚本）

2020年
- 攻殻機動隊 SAC_2045（脚本）

2022年
- ULTRAMAN シーズン2（脚本）
- 攻殻機動隊 SAC_2045 シーズン2（脚本）

### ゲーム
2000年
- 機動警察パトレイバー 〜ゲームエディション〜（ディレクター・脚本・プログラマー）

2003年
- エグザスケルトン（ディレクター・脚本・プログラマー）

2005年
- 攻殻機動隊 STAND ALONE COMPLEX -狩人の領域-（ディレクター・脚本・プログラマー）

2009年
- ナナシ ノ ゲエム 目（ディレクター・脚本・プログラマー）

### テレビドラマ
2008年
- ケータイ捜査官7（ - 2009年）

### アニメ映画
2012年
- 009 RE:CYBORG（文芸協力）

2021年
- 攻殻機動隊 SAC_2045 持続可能戦争 （神山健治、砂山蔵澄、土城温美、佐藤大、大東大介と共同脚本）

2023年
- 攻殻機動隊 SAC_2045 最後の人間 （神山健治、砂山蔵澄、土城温美、佐藤大、大東大介と共同脚本）

### 実写映画
2007年
- 真・女立喰師列伝『学食のマブ』（脚本）神山健治と共同

### 小説
- 『はっぱや神馬』（2012年・角川書店）
- 『内閣情報調査室別班ハガクレ1 青二才、出動!』（2013年・角川書店）
- 『内閣情報調査室別班ハガクレ2 寒い国から来た妹』（2014年・角川書店）
- 『内閣情報調査室別班ハガクレ3 ラストダンスはお前と』（2014年・角川書店）
- 『クロムクロ　秒速29万Kmの亡霊』（2018年電子書籍、2021年書籍・PAブックス）